# Tetrorchidium parvulum
Tetrorchidium parvulum är en törelväxtart som beskrevs av Johannes Müller Argoviensis. Tetrorchidium parvulum ingår i släktet Tetrorchidium och familjen törelväxter. Inga underarter finns listade i Catalogue of Life.